# Baccaurea purpurea
Baccaurea purpurea är en emblikaväxtart som beskrevs av Haegens. Baccaurea purpurea ingår i släktet Baccaurea och familjen emblikaväxter.
Artens utbredningsområde är Papua Nya Guinea. Inga underarter finns listade i Catalogue of Life.